# Heredad de aguas

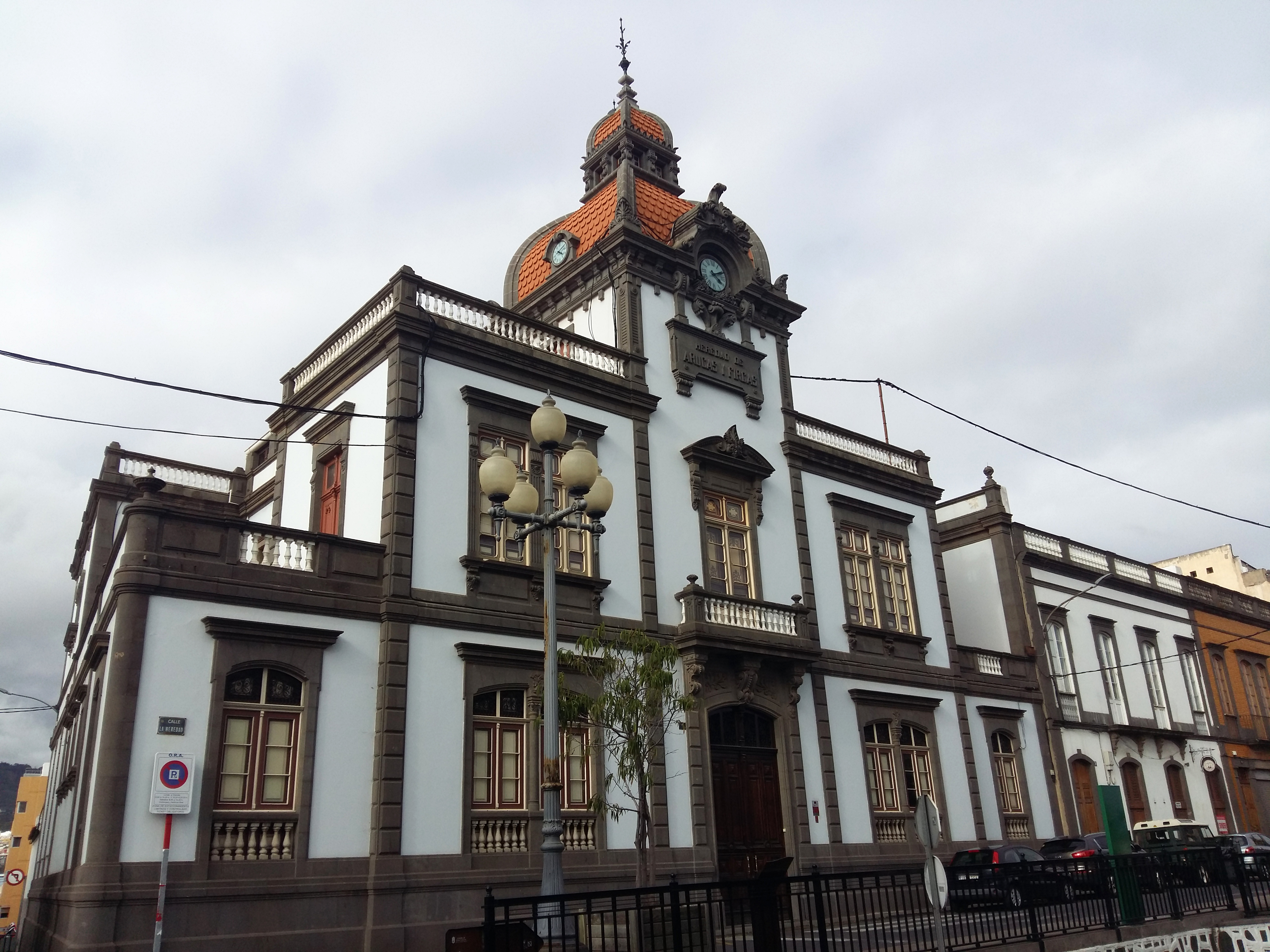
Edificio de la Heredad de aguas de Arucas y Firgas, en la ciudad de Arucas, Gran Canaria.

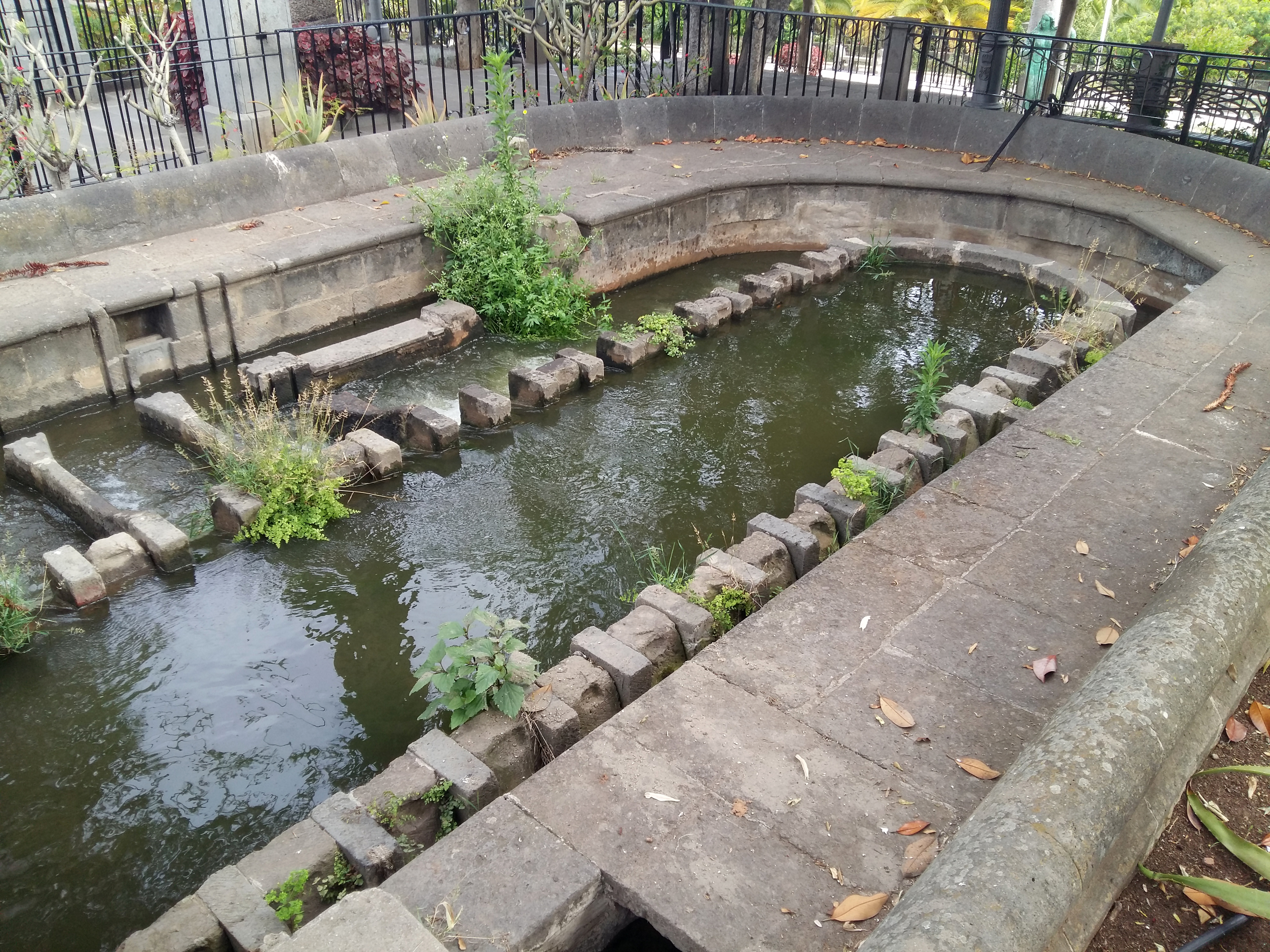
Cantonera real de Arucas, situada frente al edificio de la Heredad de aguas de Arucas y Firgas, Arucas, Gran Canaria

Heredades de aguas era el nombre que recibían los conjuntos de propietarios de un determinado manantial o de una explotación de aguas, y, a veces, de los terrenos sobre los cuales se asentaban dichos recursos hídricos. Los edificios de heredades (a veces llamados simplemente heredades) son los lugares en los cuales se tomaban decisiones respecto a la gestión del agua. En particular, en ellos se administraba el agua de lluvia y de los nacientes que debía ser repartida entre los distintos regantes. Eran comunes en muchas municipalidades de las Islas Canarias.

## Historia y organización interna
El concepto de heredad o heredamiento de aguas nace cuando se desvincula este recurso de la tierra, a la que estaba asociada anteriormente, convirtiéndose así en un bien inmueble, independiente de ella. Este cambio se produce sobre todo a partir del siglo XVI, en el que se fundan algunas de las heredades más importantes de Canarias (Las Palmas, Valle de los Nueve, Firgas y Arucas, etc). Durante casi tres siglos, entre 1529 y 1823, las heredades fueron presididas por los alcaldes de aguas, y luego por los alcaldes constitucionales (entre 1823 y 1866), aunque a veces se producían confluencias entre ambos cargos. Los trabajadores de esta institución recibían el nombre de funcionarios y cobraban un sueldo elevado.
Entre finales del siglo XIX y principios del siglo XX, las heredades de aguas se transformaron en comunidades de regantes, siguiendo la legislación estatal del agua. También se crearon nuevas comunidades de regantes, ya que la demanda de agua se encontraba en aumento en ese momento, coincidiendo con la aparición de nuevos cultivos de caña dulce, tomate y plátano.

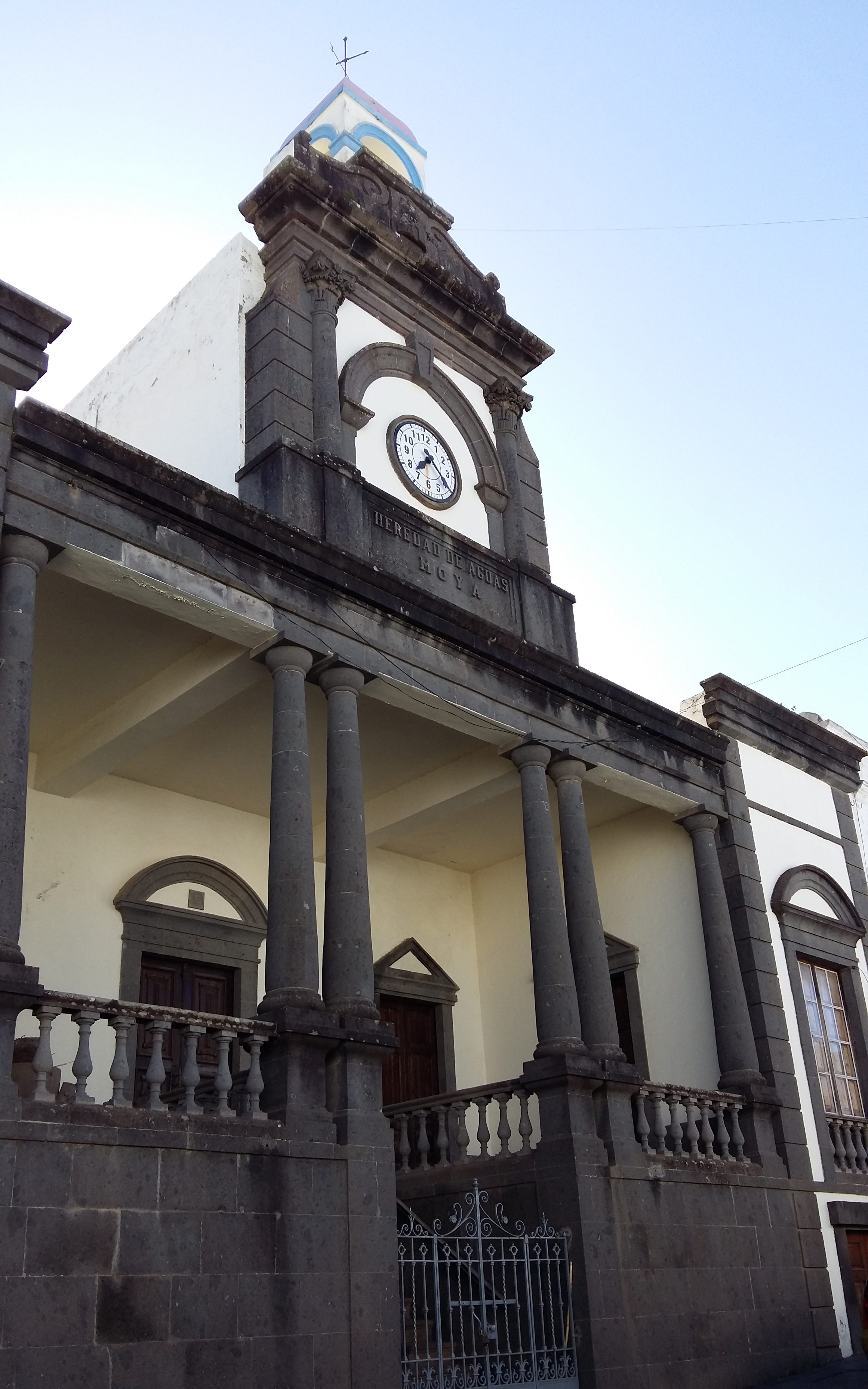
Edificio de la Heredad de Aguas de Moya con su reloj característico en la fachada, Gran Canaria.

## Arquitectura
En la fachada de los edificios de heredades es habitual ver un gran reloj, que se utilizaba como referencia para medir el tiempo que cada socio podía extraer agua de una fuente. Además, el resto de la población los consultaban para organizar sus actividades diarias.

## Heredades de agua en Gran Canaria
- La Heredad de Aguas de Las Palmas es la más antigua de Canarias. Fue fundada el 26 de julio de 1501 por orden de los Reyes Católicos para asegurar el suministro de agua de El Real de las Palmas, y más tarde de la ciudad surgida a partir de él.[5]

- La Heredad de Aguas de Arucas y Firgas comenzó a construirse en 1909 a partir de planos del arquitecto modernista Fernando Navarro, y se completó en 1912. Ocupa un edificio señorial de 420 metros cuadrados situado en la ciudad de Arucas.[3]

- La Heredad de aguas de Moya está situada en el número 5 de la calle León y Castillo, en la ciudad de Moya. Antiguamente era llamada Heredad de los chorros, propios y del laurel (en referencia al Barranco del Laurel, de donde provenía parte de su agua).[6]

- La Heredad Acequia Real de Aguatona, constituida en 1505 por Real Cédula de 4 de febrero de 1480,[7] debe su nombre la fértil vega mayor de riego delimitada por los barrancos de Guayadeque y Tabuco. Se encuentra situada en el municipio de Ingenio, donde cuenta con un importante patrimonio cultural de carácter hidráulico: cantoneras, acequias y la Casa del Reloj, donde desde el siglo XVIII pueden los comuneros ajustar sus relojes al de la Heredad para mejor gestión del riego.[8][9] Destaca la importante labor de canalización y depósito de los caudales llevada a cabo en el siglo XX.
- La Heredad de Aguas de la Vega Mayor de Telde se constituyó el 3 de enero de 1508.[10]